# Паулэсленд, Альфред
Альфред Джеймс Паулэсленд (англ. Alfred James Powlesland; 7 августа 1875, Ньютон-Эббот, Девон — 25 февраля 1941, Чадлей, Девон) — британский крикетист, чемпион летних Олимпийских игр 1900.
На Играх участвовал в единственном крикетном матче Великобритании против Франции, выиграв который, он получил золотую медаль. Всего он набрал 14 очков.